# Шарне (Рона)
Шарне (фр.  Charnay) — коммуна во Франции округа Вильфранш-сюр-Сон департамента Рона в регионе Овернь — Рона — Альпы.
Шарне находится примерно в 380 км на юго-востоке от Парижа, 19 км к северо-западу от Лиона и примерно в 11 км к юго-западу от Вильфранш-сюр-Сон в винодельческом регионе Бургундия.
Население по состоянию на 1 января 2019 года — 1051 человек. Площадь — 7,29 км². Высота — 206—446 м.

## Демография
| Год                | 1962 | 1968 | 1975 | 1982 | 1990 | 1999 | 2006  | 2013  |
| Количество жителей | 553  | 515  | 551  | 609  | 775  | 964  | 1.057 | 1.094 |
|                    |      |      |      |      |      |      |       |       |

## Достопримечательности

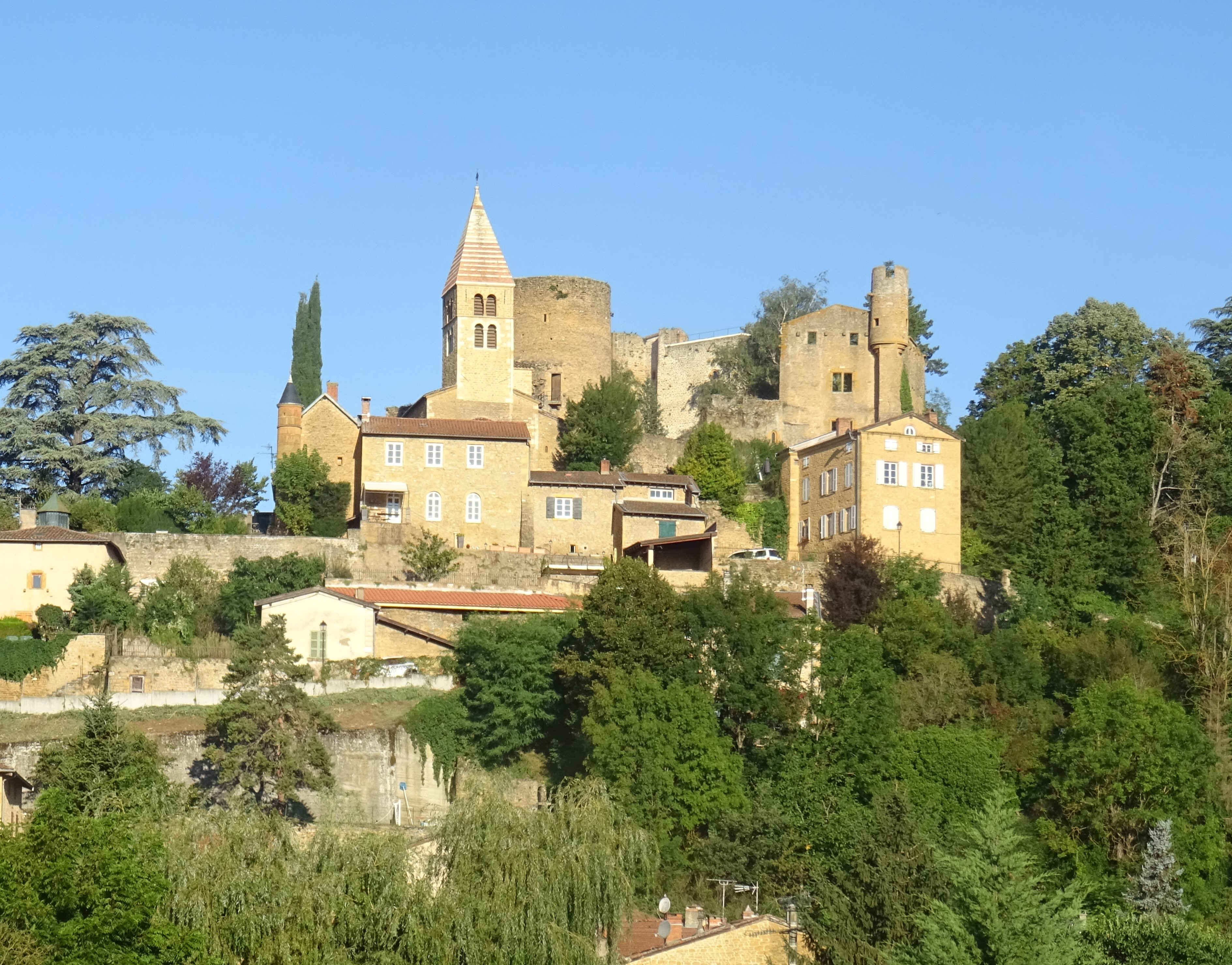
Замок

- Церковь Святого Кристофа
- Замок Шарне с XIII/XIV века

## Известные уроженцы
- Дегутт, Жан-Мари-Жозеф (1866—до 1938) — французский военачальник.